# 쌍용제지
쌍용C&B는 대한민국의 지류 제조업체이다.

## 연혁
- 1967년 7월 삼화제지공업(주) 설립
- 1969년 9월 오산공장 준공, 크라프트지 생산개시
- 1975년 12월 쌍용그룹에 편입, 쌍용제지(주)로 상호 변경
- 1979년 3월 미국 스카트사와 합작으로 쌍용스카트제지(주) 설립
- 1982년 쌍용스카트제지(주) 흡수 합병
- 1991년 12월 주식상장 (한국증권거래소)
- 1994년 쌍용자원개발(주) 주식인수
- 1998년 1월 P&G사가 쌍용제지 인수
- 1999년 6월 주식상장 폐지 (한국증권거래소)
- 2006년 소프트뱅크가 쌍용제지 인수
- 2014년 4월 지류 제조사업 중단

## 주요 제품
- 비바
- 스카트
- 베비러브
- 화인
- 에코
- 루루
- 큐티
- 미라젤
- 샤민
- 무니망
- 코디
- 중포장지
- 경포장지
- 생활용지
- 특수용지
- 고기능지
- 벽지원지
- 클리지
- 그린지
- 이코노지